# From Hell I Rise
From Hell I Rise je debutové sólové album kytaristy Kerryho Kinga, které vyšlo 17. května 2024 pod vydavatelstvím Reigning Phoenix Music, producentem alba byl Josh Willbur. Album se nahrávalo po rozpadu Slayer.
Práce na albu začala v roce 2020, kdy King v rozhovoru řekl, že má více než dvě hudební nahrávky. Později bylo odhaleno, že bubeník Paul Bostaph se podílí s Kingem na novém projektu, který „zní jako Slayer, aniž by to byli Slayer.“
Práce na albu postupovala během dalších tří let pomalu. V listopadu 2023 King naznačil, že chystá vydat debutové album svého nového projektu v průběhu roku 2024; vyšlo najevo, že jde o projekt sólový. Skupina vydala 5. února 2024 první singl s názvem „Idle Hands“, a ve videoklipu oznámili členové skupiny název a datum vydání alba.
Album se umístilo ve Velké Británii v žebříčku UK Rock & Metal Albums na 1. místě a v německém žebříčku na 3. místě. Také se umístilo na předních příčkách ve Skotsku a Švédsku.

## Seznam skladeb
Všechny skladby napsal(i) Kerry King. 
| Pořadí         | Název                       | Délka |
| -------------- | --------------------------- | ----- |
| 1.             | Diablo                      | 1:54  |
| 2.             | Where I Reign               | 3:51  |
| 3.             | Residue                     | 4:38  |
| 4.             | Idle Hands                  | 3:44  |
| 5.             | Trophies of the Tyrant      | 3:33  |
| 6.             | Crucifixation               | 5:15  |
| 7.             | Tension                     | 2:48  |
| 8.             | Everything I Hate About You | 1:21  |
| 9.             | Toxic                       | 3:54  |
| 10.            | Two Fists                   | 3:37  |
| 11.            | Rage                        | 3:24  |
| 12.            | Shrapnel                    | 5:01  |
| 13.            | From Hell I Rise            | 3:33  |
| Celková délka: | Celková délka:              | 46:33 |

## Obsazení
- Kerry King – kytary
- Mark Osegueda – zpěv
- Phil Demmel – kytary
- Kyle Sanders – baskytara
- Paul Bostaph – bicí